# Batalla de Knocknaclashy
La batalla de Knocknaclashy, tuvo lugar en el condado de Cork, en 1651, al sur de Irlanda. En ella fue derrotado un Ejército Confederado que lo dirigía  Donagh MacCarthy por uno de Fuerzas Parlamentarias comandado por Roger Boyle. Consistió en la batalla campal final de las guerras confederadas de Irlanda y una de las últimas de las guerras de los tres reinos.
La mayoría de la provincia de Munster había sido tomada durante la conquista que llevó a cabo Oliver Cromwell en 1649-50. Cromwell dirigió un asalto desde el suroeste de la isla con su Nuevo ejército modelo, mientras que Roger Boyle inspiró un motín entre la guarnición Realista de Cork, consiguiendo que muchos se decantasen por los Parlamentarios. Hecho que dejó mermadas las defensas de la Confederación irlandesa y Realista, y que provocó que se retirasen y colocasen detrás del río Shannon, hacia Connacht, en donde tenían las ciudades fortificadas de Limerick y Galway. Henry Ireton, se dirigió a asediar a Limerick. Las únicas fuerzas irlandesas organizadas que quedaban en el sur de Munster eran las de Donagh MacCarthy, el cual había tomado la zona montañosa del oeste de Cork y del condado de Kerry – que era el territorio nativo de su clan. En julio de 1651, Muskerry marchó del castillo de Killarney para intentar relevar a los defensores que estaban siendo asediados en Limerick. Dirigió a sus hombres contando una profecía que decía que los irlandeses ganarían una gran batalla contra los ingleses – tales predicciones eran comúnmente creídas por la cultura irlandesa de esos tiempos. Muskerry marchó en dirección a Mallow con 3.000 soldados de infantería y algo de caballería con la esperanza de unirse a bandas de guerrilla irlandesas o tories en su camino hacia el norte. Sin embargo, Ireton había colocado al barón de Broghill en Cork para prevenir tal movimiento y la fuerza Parlamentaria los interceptó en Knocknaclashy, cerca del pueblo de Banteer.

## La batalla
Los Parlamentarios eran inferiores en número pero estaban mejor entrenados y aprovisionados que los irlandeses y además tenían más caballería, lo cual era una gran ventaja en campo abierto. Ambos bandos intercambiaron voleadas de mosquete a corto rango y luego se acercaron a luchar mano a mano. En la primera carga la caballería irlandesa se encontraba esparcida, dejando a su infantería a solas. Sin embargo, la mayoría de los soldados armados con picas, cargaron valientemente contra sus adversarios. Los hombres de Boyle fueron casi rodeados por los piqueros irlandeses, pero recuperaron la ventaja cargando contra el flanco de la línea irlandesa. Boyle informó que sus jinetes rompieron las cuadrillas de picas en los ángulos (esquinas) acosándolos, disparando sus pistolas, recargando y repitiendo el proceso hasta que hubo un hueco lo suficiente grande en la formación para que la caballería inglesa pudiese entrar con sus espadas. En este proceso, los hombres del barón de Broghill abrieron la línea del flanco irlandés e hicieron que éstos saliesen corriendo. Cientos de soldados irlandeses fueron masacrados por la caballería Parlamentaria en la siguiente persecución. Boyle dio la orden de ejecutar a todos los prisioneros excepto a aquellos de buena calidad (de alto rango social) que podían ser canjeados por un rescate. También relató que sus hombres encontraron amuletos católicos cosidos en las vestimentas de los irlandeses muertos, que prometían que el portador sería invulnerable a las armas. Los Parlamentarios tan sólo perdieron a 26 hombres y unos 130 más de ellos quedaron heridos. Los supervivientes irlandeses, incluyendo a Muskerry, se retiraron en desorden hacia el castillo de Ross, en donde en 1652 se rindieron.